# Schultz Laurent Junior
Schultz Laurent Junior, né le 15 juillet à Port-au-Prince, de son nom complet Laurent Jean Schultz Junior, est un poète, professeur de Lettres et d''éducation a la citoyenneté dans des divers établissement scolaires  , chroniqueur et journaliste culturel haïtien.''
Il a été collaborateur de plusieurs journaux et revues en Haïti, dont La Scène, Écho Haiti, Le National et Le Nouvelliste. il s’est distingué par ses chroniques et articles consacrés à l’art et à la culture. Certains de ses textes ont été traduits en anglais et diffusés dans des médias internationaux. 

## Biographie
Il a fait ses études au Collège Canado-Haïtien, au Centre d’Études Secondaires et à l’Institution Georges Marc, avant d’obtenir un diplôme en communication et journalisme à l’École supérieure de communication et de journalisme d’Haïti.
Il publie son premier recueil,«  Bouquet d’amour » (préfacé par Aubelin Jolicoeur), suivi de « Et si mon cœur te chantait », « Des printemps fanés », « Cime et océan » et « Sur les traces de l’aube »'.

## Carrière journalistique
Parallèlement à son activité d’écrivain, Schultz Laurent Junior enseigne la littérature haïtienne et l’éducation à la citoyenneté dans plusieurs collèges de Port-au-Prince.
Il développe une carrière de journaliste culturel, collaborant régulièrement avec les quotidiens Le Nouvelliste et Le  ... Ses articles portent sur la critique littéraire, les arts de la scène, les portraits d’artistes et la vie culturelle en Haïti et à l’étranger.
Il occupe également le poste de rédacteur en chef du journal La Scène de la Comédie Sans Frontières d’Haïti . Sous le pseudonyme Gary Émile, il dirige la rédaction du journal Écho Ayti et collabore à C3 Hebdo et La Tribune.
A la fin des années 1999, il développe une œuvre poétique qui explore les thèmes de l’amour, de la souffrance, de la solitude et de l’espérance. Parmi ses recueils figurent Bouquet d’amour, Et si mon cœur te chantait, Des Printemps fanés et Cime et océan, qui l’ont inscrit dans la génération montante de la poésie haïtienne.
En juillet 2024, il participe à un webinaire international sur le journalisme culturel, tenu le 25 juillet, aux côtés de critiques et journalistes étrangers, où il intervient sur la mémoire, l’indépendance du regard et l’engagement esthétique.

## Engagements
Il a coordonné deux revues scolaires (CMRI Magazine et Le Gédéonniste) et a contribué à plusieurs ouvrages, dont « Coup de cœur pour les femmes délaissées » (consacré à Sœur Monique, fondatrice des Filles de Marie Reine Immaculée) et des travaux du révérend pasteur Aurelus Duchatelier. Il est également membre des mouvements Feu d’Art et Familles Unies, impliqué dans la promotion de la culture et de la solidarité communautaire.

## Œuvres principales
- Bouquet d’amour

- Et si mon cœur te chantait[8].

- Des printemps fanés[9].

- Cime et océan

- Sur les traces de l’aube[10] recueil de seize (16) nouvelles  (Ainsi va la vie, Errance, Au-delà de l’amour, Entre l’oubli et l’espoir, Après le goût amer, Et l’amour a compris)